# Synopeas ventrale
Synopeas ventrale är en stekelart som först beskrevs av John Obadiah Westwood 1833.  Synopeas ventrale ingår i släktet Synopeas och familjen gallmyggesteklar. Arten är reproducerande i Sverige. Inga underarter finns listade i Catalogue of Life.